# Közösségi linkmegosztás
A közösségi linkmegosztás során az internetfelhasználó az általa kiválasztott és megjelölt weboldalak hivatkozásait, „könyvjelzőit” mentheti el, rendszerezheti és oszthatja meg más felhasználókkal egy szolgáltató segítségével. Az internetező így a megjelölt oldalakat nem saját számítógépén, hanem a szolgáltató szerverén tárolja. Az elmentett könyvjelzőkhöz a szolgáltatás más felhasználói is hozzáférhetnek, átmásolhatják azt saját könyvjelzőik közé. A felhasználó a könyvjelzőkhöz címszavakat rendelhet, megjegyzéseket fűzhet, kategorizálhatja és értékelheti azokat. Ezek a lehetőségek persze szolgáltatónként változhatnak.
Általában a linkmegosztó rendszerekben a felhasználó a könyvjelzőkhöz rendelt címszavak segítségével rendszerezheti a hivatkozásokat, ellentétben az internetböngészőkben hagyományosan használt mappás megoldással. A linkmegosztókba be lehet küldeni az értékes cikkeket, melyekre mások szavazhatnak, értékelhetik vagy akár hozzá is szólhatnak.